# Ángel Ernesto Zapata Bances
Ángel Ernesto Zapata Bances OCD (ur. 3 sierpnia 1959 w Limie) – peruwiański duchowny katolicki, biskup Chimbote od 2022.

## Życiorys

### Prezbiterat
Święcenia kapłańskie przyjął 22 marca 1987 w zakonie karmelitów bosych. Był m.in. wychowawcą i mistrzem zakonnego postulatu, wikariuszem regionalnym zgromadzenia, a także komisarzem peruwiańskich karmelitów.

### Episkopat
18 maja 2022 papież Franciszek mianował go biskupem diecezji Chimbote. Sakry udzielił mu 16 lipca 2022 kardynał Pedro Barreto.